# Museo Bizantino de Ftiótide
El Museo Bizantino de Ftiótide es un museo de Grecia que está situado en la localidad de Ypati. 
Se encuentra ubicado en un edificio del periodo otomano que fue construido en 1836 y que originalmente tenía una función militar. Posteriormente se utilizó como escuela, hasta la década de 1960. Durante la década de 1990 se realizaron trabajos de reconstrucción y acondicionamiento para su nueva función de museo. Fue inaugurado en 2007.

## Colecciones
El museo contiene una colección de objetos procedentes de la unidad periférica de Ftiótide cuyo ámbito cronológico abarca desde los primitivos cristianos hasta la época bizantina.
La exposición permanente está organizada en varias secciones: 
Una de ellas se centra en los mosaicos de la época de los primitivos cristianos, a través de hallazgos procedentes de Pelasgía, Ajinós y Varká. 
Otra sección está dedicada a la basílica paleocristiana. Se exponen elementos arquitectónicos, mosaicos con inscripciones y objetos de uso cotidiano como lámparas y utensilios de cocina, entre otros. Estos proceden de la excavación de la basílica de Arkitsa.
Por otra parte se exhiben monedas y tesoros monetarios de periodos comprendidos entre los primitivos cristianos y la época otomana. También se halla aquí una moneda persa del periodo sasánida. Una parte de esta sección pertenecía a la colección de Konstantinos Kotsilis, una colección privada que fue donada al museo.
Por último se encuentra una sección dedicada a la decoración escultórica del periodo bizantino. Es destacable un iconostasio de mármol.